# Shipai, Hunan
Shipai (kinesiska: 石牌) är en köpinghuvudort i Kina. Den ligger i provinsen Hunan, i den södra delen av landet, omkring 360 kilometer nordväst om provinshuvudstaden Changsha. Antalet invånare är 13 272. Befolkningen består av 6 646 kvinnor och 6 626 män. Barn under 15 år utgör 21,0 %, vuxna 15-64 år 69 %, och äldre över 65 år 9,0 %.
Runt Shipaidong är det ganska tätbefolkat, med 144 invånare per kvadratkilometer. Närmaste större samhälle är Min'an, 19,2 km sydväst om Shipaidong. I omgivningarna runt Shipaidong växer i huvudsak blandskog.
Genomsnittlig årsnederbörd är 1 677 millimeter. Den regnigaste månaden är september, med i genomsnitt 284 mm nederbörd, och den torraste är december, med 18 mm nederbörd.